# Hembra (náutica)
En náutica, la hembra puede referirse a:
- Uno cualquiera de los rebajos del dormido en que se ajustan los piques.
- Una cualquiera de las piezas taladradas en que gira el timón.
- La proa de la bolina.

## Hembra del timón
Históricamente, el timón se colocaba exactamente sobre el codaste con machos que entraban en las hembras, que para este efecto se colocaban sobre el codaste, y que le permitían girar a derecha e izquierda, según la dirección o rumbo que se quería dar al buque. Las hembras y machos del timón se colocaban en número igual y proporcionado al largo de este, de modo que correspondían igualmente unos a otros. Sus dimensiones y proporciones y las de sus pernadas que las afirmaban respectivamente, son de bastante consideración y relativas a las dimensiones del timón y del codaste. El largo de cada macho era vez y media el grueso del timón; el diámetro tres pulgadas, el juego o agujero de cada hembra debía tener un poco más de diámetro que el del macho, y el diámetro exterior igual al tercio del grueso del codaste. La hembra debía morder sobre el cuerpo del codaste, y guarnecerse por dentro de bronce para que su rozamiento fuera más suave. Las pernadas de los machos y hembras tenían que tener de largo tres veces el grueso del codaste, de ancho un poco menos que la mitad de este grueso, y de grueso el cuarto del ancho. Estas se fijaban o aseguraban con clavos de cabeza gruesa, cuyo largo debía ser proporcionado a la fuerza de las pernadas y de los machos.
Por la parte exterior del codaste y en toda su longitud se agregaba una pieza de roble que tenía que tener su ancho igual al del codaste, y cinco pulgadas de grueso, y se llamaba contracodaste exterior, y se aseguraba con clavos sobre el codaste y sobre la cara superior de la quilla mediante su mecha. Sobre estas dos piezas del codaste y los costados se establecían las hembras del timón, empezando por la primera o más alta al frente del yugo principal, y la última 6 más inferior se situaba a la altura de seis pies, desde canto bajo de zapata para arriba; siguiendo colocando las restantes a seis pies de distancia una de otra. A cada hembra se le pasaba en la dirección de babor a estribor un perno travesero de remache con anillo, asegurándola sobre el codaste y costados con clavos de cobre de seis pulgadas de largo y de cabeza grande y redonda.